# 오스트레일리아 왕립 연대 제3대대
오스트레일리아 왕립 연대 제3대대(영어: 3rd Battalion, Royal Australian Regiment) 또는 줄여서 3 RAR은 오스트레일리아 육군의 기계화보병 대대로, 오스트레일리아 제3여단의 일부이다. 본부는 타운즈빌의 가평 라인에 있다. 제3대대(3 RAR)의 역사는 1945년부터 시작되었으며, 일본, 대한민국, 말라야, 보르네오, 남베트남, 동티모르, 솔로몬 제도, 아프가니스탄, 이라크 등지에서 작전을 수행했다.

## 역사

### 편성
오스트레일리아 왕립 연대 제3대대는 1945년 10월 20일 모로타이섬에서 제34여단(오스트레일리아)의 제67대대로서, 제3, 6, 7, 11 오스트레일리아 사단의 지원병들로 구성된 부대였다. 이 대대는 전후 일본에 주둔한 영연방 점령군의 일부로서 점령 임무에 대한 광범위한 수행이 주요 과업이었다.
제67대대는 제34여단의 일부로서 1946년 2월 일본에 도착했다. 다른 점령군 부대와 마찬가지로, 대대는 그 어떤 저항이나 민간 폭동도 마주하지 않았다. 제67대대는 1948년 11월 오스트레일리아 왕립 연대의 편성으로 오스트레일리아 연대 제3대대로 지정되었다. "왕립"이라는 표식이 1949년 3월에 덧붙여졌다. 일본에 주둔하는 오스트레일리아군의 숫자는 점점 감소했으며, 제3대대만이 6.25 전쟁 발발 때까지 일본에 남아 있었다.

### 6.25 전쟁

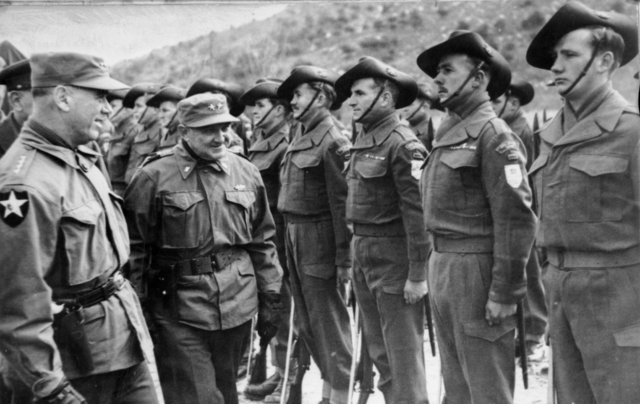
미국 장군 제임스 밴 플리트가 1952년 12월 대대에 미국 대통령 훈장을 수여한 후 제3대대 대원들을 살피고 있다.

제3대대는 6.25 전쟁에서 유엔군에 대한 오스트레일리아의 주요 육상 병력의 배치라는 임무로서 빠르게 한반도에 배치되었다. 일본에서 집중적인 훈련과 강화 기간 후, 제3대대는 1950년 9월 말에 한국에 도착했다. 제3대대는 제27보병여단의 일부로 구성되었고, 1950년부터 1951년까지 유엔군의 북진과 중공군의 침입으로 인한 남한으로의 후퇴 작전에 참여했다. 1950년 10월, UN이 압록강으로 북진하는 동안, 제3대대는 정주 전투에서 두각을 나타냈다. 찰스 허큘리스 그린 중령이 지휘하는 이 함대는 기갑부대와 포병을 동원한 제병합동전술로 북한의 대규모 방어선을 공격하여 점령했다. 그린은 이 전투에서 나중에 전사했다. 1951년 4월 22일부터 25일까지 진행된 가평 전투 이후 제3대대는 미국 대통령 부대 표창을 받은 3개 부대 중 하나였다.
1951년 7월, 이안 브루스 퍼거슨 중령의 전속과 새로운 지휘관 프랭크 하셋 중령의 도착 기간 사이에 소령 아처 데니스는 잠시 동안 제3대대를 지휘했다. 1951년 10월 3일부터 10월 8일까지 제3대대는 마량산 전투를 치렀는데, 이 전투는 6.25 전쟁 기간 중 오스트레일리아 육군의 가장 위대한 업적 중 하나로 널리 알려져 있으며, 제3대대는 1954년 11월까지 한국에서 총 231명의 사상자를 냈다. 오스트레일리아로 돌아온 직후, 제3대대는 뉴사우스웨일스주의 잉글번 육군캠프와 홀스워시 병영에 본부를 두고 있었다.

### 말레이시아 비상사태
오스트레일리아 정부는 1955년에 말레이시아 공산당과 그들의 무장 단체인 말레이시아 민족해방군이 이끄는 독립 지지 봉기를 진압하고 영국의 식민지 점령을 돕기 위해 대대를 말레이시아 지역으로 파병했다. 그러나 1957년 10월이 되어서야 제3대대가 전역에 도착했고, 그 후 FARELF 훈련 센터 코타 팅기(나중에 정글전 학교이 됨)에서 적응 기간을 시작했다. 제3대대는 이후 쿠알라 캉사르(BHQ), 라사, 선게이, 시푸트, 페낭 및 린탕에 있는 중대 본부 캠프로 이동했다. 제3대대는 말라야 북부에서 말레이시아 민족해방군에 맞선 군사 작전에 참여했다. 작전은 1957년 11월에 시작되었고 결과적으로 많은 민족해방군 캠프와 음식물 쓰레기장이 발견된 뒤 파괴되었다. 제3대대는 14명의 MNLA 병사들을 사살하고 32명의 포로를 잡은 공을 세웠다. 말레이시아에 파견된 2년 동안 제3대대는 2명의 부상자와 4명의 비전투 사상자를 냈다. 전쟁 후 오스트레일리아로 돌아온 제3대대는 브리즈번의 에노게라 병영으로 본부를 옮겼다. 제3대대는 4년 동안 그곳에 머물면서 정기적인 훈련과 병영 임무를 수행했고 펜트로픽 편제에 따라 5개의 소총 중대와 확장된 본부를 보유한 군대로 재조직되었다.

### 말레이시아-인도네시아 대치
제3대대는 말레이시아-인도네시아 대치 기간 동안 말레이시아와 보르네오에서도 근무했으며 클라렛 작전에 참여해 성공적으로 국경 임무를 완수했다. 클라렛 작전 동안 대대는 1965년 5월과 7월 사이에 순게이 코엠바강, 킨다우, 그리고 바방에서 인도네시아 군대와 네 차례 교전을 벌였다. 작전 동안 제3대대는 3명이 사망했고 5명이 부상을 입었다. 제3대대는 1965년 10월 14일 사우스오스트레일리아주 우드사이드 병영으로 이동하여 공식적으로 우드사이드 병영의 가평 라인에 자리잡게 되었다.